# Indigofera cassioides
Indigofera cassioides är en ärtväxtart som beskrevs av Dc. Indigofera cassioides ingår i släktet indigosläktet, och familjen ärtväxter. Inga underarter finns listade i Catalogue of Life.